# ينس هيلستروم
ينس هيلستروم هو مهندس سويدي، ولد في 9 أغسطس 1977.

## روابط خارجية
- ينس هيلستروم على موقع DriverDB.com (الإنجليزية)